# Săcele
Săcele là một thị xã thuộc hạt Brașov, România. Dân số thời điểm năm 2002 là 30044 người.